# Stazione di Rogolo
La stazione di Rogolo era una fermata ferroviaria posta sulla linea Tirano-Lecco. Serviva il centro abitato di Rogolo.

## Storia
La fermata di Rogolo venne aperta il 1º ottobre 1905, ad uso esclusivo del servizio viaggiatori. Chiusa nel 1994, è stata infine soppressa il 14 dicembre 2014.